# 66. п. н. е.

## Догађаји
- У Риму је донет Lex Manilia, закон којим је проконзул Помпеј проглашен врховним командантом свих римских снага на истоку, са овлашћењем да самостално објављује ратове и склапа мировне уговоре. Помпеј одмах користи одредбе закона како би Луцију Лукулу одузео команду над војском.
- Римски политичари Аутроније и Сула Млађи изабрани су за конзуле за наредну годину, али их пре ступања на дужност Луције Аурелије Кота и Луције Манли Торкват оптужују за корупцију. На суђењу су проглашени кривима, а њихови оптужитељи преузимају конзулске функције. Аутроније и Сула Млађи уз помоћ Катилине покушавају да убију легално изабране конзуле, али завера пропада и обојица су осуђена на прогонство.